# Aetios (eunuque)
Pour les articles homonymes, voir Aétios.
Aetios ou Aetius était un eunuque byzantin et l’un des plus proches conseillers de l’impératrice Irène l'Athénienne (vers 797-802). Lorsque cette dernière arrive au pouvoir, Aetios devient un personnage important de la cour. De plus en plus influent, il se retrouve en rivalité directe avec l'eunuque et principal ministre d'Irène, Staurakios. À la mort de Staurakios, Aetios devient le personnage politique le plus important de l'État byzantin. Il complote alors contre l'impératrice Irène, espérant pouvoir porter au pouvoir son frère Léon. Néanmoins, il est devancé par le ministre des finances Nicéphore, qui renverse Irène et prend le pouvoir en 802.

## Biographie

### Jeunesse et rivalité avec Staurakios

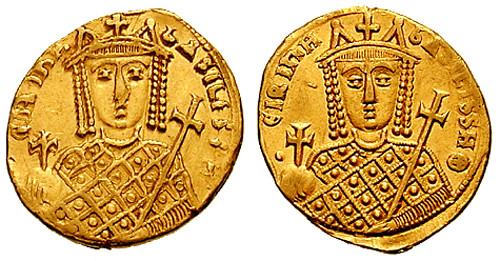
Solidus représentant l'impératrice Irène pendant son règne en tant que basileus (797–802).

Aetios apparaît pour la première fois en 790, lorsqu'il devient protospatharios (chef des gardes du corps impériaux) et le confident d'Irène. Celle-ci assure alors la régence pour le compte de son jeune fils Constantin VI (780-797). Durant l’automne de cette année-là, Irène tente de mettre son fils à l'écart pour assumer seule le gouvernement de l'Empire. Cependant, ces tentatives provoquent une mutinerie de l'armée en faveur du jeune empereur. Constantin VI prend alors le pouvoir. Irène, elle, est assignée à résidence dans un palais de Constantinople. Ses  protégés eunuques, y compris Aetios, sont exilés,.
Aetios ainsi que les autres eunuque retrouvent leur place, lorsqu'Irène est rappelée au pouvoir en tant que co-impératrice en 792,. En août 797, Irène et son puissant ministre Staurakios réussissent à renverser Constantin VI. Constantin VI est aveuglé sur ordre de sa mère, qui assume dès lors seule le pouvoir suprême. Cependant, les oncles de l'empereur déchu, les fils cadets survivants de l'empereur Constantin V (741 à 775), qui avaient déjà été impliqués dans des complots contre Irène, constituent toujours une menace potentielle. Des sympathisants les persuadent de chercher refuge dans la Basilique Sainte Sophie, où la population de la capitale serait en train de se rassembler afin de déclarer l'un d'entre eux comme leur empereur. En arrivant, les conjurés ne trouvent néanmoins aucun soutien. Aetios leur ordonne alors de se rendre, ce qu'ils font. Les conjurés sont arrêtés et exilés à Athènes, la ville natale d'Irène.
Durant son règne, Irène partage ses faveurs entre Staurakios, son principal ministre lorsqu'elle était régente, et  Aetios. Commence alors une période de rivalité tenace entre les deux hommes, à mesure que chacun cherche à place des proches à des postes clés du pouvoir, de manière à s'assurer le contrôle de l'Empire si jamais Irène venait à mourir,. Cette rivalité apparaît au grand jour entre 797 et 798 et s'intensifie en mai 799 lorsqu'Irène tombe gravement malade. Aetios qui a obtenu le soutien de Nicétas Triphyllios, le commandant des gardes de Scholai (une unité militaire d’élite), accuse Staurakios de comploter contre Irène et d'usurper le trône. Il en informe directement celle-ci. Irène convoque alors un conseil au sein du palais de Hiéreia, durant elle réprimande son ministre favori. Cependant, Staurakios parvient à sauver sa place, en lui formulant ses excuses.
Avide de revanche, Staurakios commence à distribuer des pots-de-vin aux hommes et aux officiers des régiments Scholai et Exkoubitores, en essayant de gagner leur soutien en vue d'un éventuel coup d'État. Aetios réagit en dénonçant les agissements de Staurakios à Irène. En février 800, l'impératrice interdit à toute personne de l'armée de contacter Staurakios. Combiné à la nomination par Aetios au poste stratégique de stratège du thème des Anatoliques, cette décision rétablit un équilibre précaire entre les deux camps. Peu de temps après, Staurakios tombe gravement malade, mais continue de comploter contre Aetios. Bien qu'affaibli, il provoque une révolte contre ce dernier en Cappadoce avant de mourir en juin 800 ,.

### Suprématie et chute d'Aetios
La révolte lancée par Staurakios est rapidement et brutalement réprimée. Avec la mort de son rival, Aetios devient le personnage politique le plus important de la cour de l'impératrice Irène. Il succède probablement à Staurakios en tant que logothète du Drome (une fonction combinant la police, les services postaux et les affaires étrangères), tout en conservant le contrôle du thème des Anatoliques et en prenant le thème de l'Opsikion. Il remporte une victoire en 800 contre les Arabes, mais subit ensuite une défaite en 801,. En 801 ou 802, Aetios désigne son frère Léo comme stratège des thèmes de la Thrace et de la Macédoine. Contrôlant ainsi les armées des thèmes les plus proches de Constantinople, qui composent environ un tiers de l'ensemble des forces militaires de l'empire, il était bien placé pour faire de Léon le futur empereur. Selon les mots du chroniqueur Théophane le Confesseur, il "gouvernait aux côtés d'Irène et usurpait le pouvoir pour le compte de son frère. En conséquence, en 802, Aetios contribue au rejet d'une offre de mariage de Charlemagne, qu'Irène avait apparemment sérieusement envisagée.
Les plans d'Aetios pour porter son frère au pouvoir suprême rencontrent néanmoins l'opposition d'autres courtisans, qui s'offusquent de son influence et de la manière insultante avec laquelle il les traite. Parmi eux figure Nicéphore, le ministre des finances d'Irène (le logothète général), mais aussi Nicétas Triphyllios, l'ancien allié d'Aetios, et Léon Sarantapechos, un parent de l'impératrice. Craignant un coup d'État imminent d'Aetios, les conspirateurs pénètrent dans le Grand Palais le matin du 31 octobre 802, et acclament Nicéphore comme leur empereur. Irène est destituée et exilée dans un couvent.
Il n'existe aucune information précise qui nous permette de savoir ce qu'est devenu ensuite Aetios. Il a probablement perdu tout rôle politique majeur lors de l'avènement de Nicéphore. Il pourrait s'agir du patrice Aetios qui fut tué en même temps que l'empereur Nicéphore, lors de la bataille de Pliska contre les Bulgares le 26 juillet 811.

## Sources
- Lynda Garland, Byzantine Empresses: Women and Power in Byzantium, AD 527–1204, New York, New York and London, United Kingdom, Routledge, 1999 (ISBN 978-0-415-14688-3, lire en ligne)
- Oxford Dictionary of Byzantium, New York, New York and Oxford, United Kingdom, Oxford University Press, 1991 (ISBN 978-0-19-504652-6)
- Warren Treadgold, A History of the Byzantine State and Society, Stanford, California, Stanford University Press, 1997 (ISBN 0-8047-2630-2, lire en ligne)

- (en) Cet article est partiellement ou en totalité issu de l’article de Wikipédia en anglais intitulé « Aetios (eunuch) » (voir la liste des auteurs).